# Patrick Fischler
Patrick S. Fischler (Los Angeles, 29 december 1969) is een Amerikaans acteur.

## Biografie
Fischler heeft gestudeerd aan de New York-universiteit in New York aan de Tisch School of Arts waar hij in 1992 zijn diploma haalde. Na zijn studie ging hij terug naar Los Angeles om met een groep medestudenten een theaterbedrijf op te zetten genaamd Neurotic Young Urbanites. 
Fischler is getrouwd met Lauren Bowles met wie hij een kind heeft.

## Filmografie

### Films
Uitgezonderd korte films.
- 2023 The Mill - als buurman
- 2023 American Fiction - als Mandel
- 2018 The Standoff at Sparrow Creek - als Beckman
- 2018 Under the Silver Lake - als Comic Fan
- 2016 Her Last Will - als Gill Cotton
- 2016 Rules Don't Apply - als regisseur
- 2016 Hail, Caesar! - als communist schrijver
- 2015 The Diabolical - als Austin
- 2014 The Pact II - als FBI agent Ballard
- 2013 2 Guns – als dr. Ken
- 2013 Big Sur – als Lew Welch / Dave Wain
- 2012 One for the Money – als Vinnie Plum
- 2012 County – als Hendricks
- 2011 Atlas Shrugged: Part I – als Paul Larkin
- 2011 Red State – als agent Hammond
- 2010 Dinner for Schmucks – als Vincenzo
- 2010 Miss Nobody – als Pierre Jejeune
- 2008 Garden Party – als Anthony
- 2008 Finding Amanda – als Kevin
- 2008 The Great Buck Howard – als Michael Perry
- 2007 Live! – als Trevor
- 2007 Three Days to Vegas – als Kenneth
- 2006 Him and Us – als dr. Parker
- 2006 Idiocracy – als yuppie echtgenoot
- 2006 The Black Dahlia – als Ellis Loew
- 2004 The Seat Filler – als Irwin
- 2004 Win a Date with Tad Hamilton – als ober
- 2003 Something's Gotta Give – als toneelmeester
- 2003 Old School – als Michael
- 2002 Full Frontal – als Harvey
- 2002 Gilda Radner: It's Always Something – als Eugene Levy
- 2001 Ghost World – als klerk Masterpiece Video
- 2001 Mulholland Drive – als Dan
- 1998 The Week That Girl Died – als Ralph
- 1996 Twister – als de communicator
- 1994 Swimming with Sharks – als Moe
- 1994 The Sahdow – als Zeeman
- 1994 Speed – als vriend van directielid

### Televisieseries
Uitgezonderd eenmalige gastrollen.
- 2024-heden NCIS: Origins - als Cliff Wheeler
- 2023 The Lincoln Lawyer - als Jacob Zimmer - 2 afl.
- 2023 Barry - als Lon O'Neil - 3 afl.
- 2022 A Friend of the Family - als Garth Pincock - 3 afl.
- 2022 American Gigolo - als Theodore Banks - 2 afl.
- 2021 American Crime Story - als Sidney Blumenthal - 4 afl.
- 2021 Brand New Cherry Flavor - als Alvin Sender - 2 afl.
- 2020 The Right Stuff - als Bob Gilruth - 8 afl.
- 2020 Defending Jacob - als Dan Rifkin - 4 afl.
- 2017-2019 Happy! - als Smoothie - 16 afl.
- 2017 Dice - als Toby - 2 afl.
- 2017 Twin Peaks - als Duncan Todd - 6 afl.
- 2017 Doubt - als ADA Alan Markes - 4 afl.
- 2017 Kingdom - als Dan - 3 afl.
- 2015-2017 Once Upon a Time - als Isaac Heller - 8 afl.
- 2017 Code Black - als CDC DD Gareth Reddick - 2 afl.
- 2014-2016 Suits - als Elliott Stemple - 2 afl.
- 2014-2015 Married - als Jay - 2 afl.
- 2015 Silicon Valley - als dr. Davis Bannercheck - 3 afl.
- 2015 Shameless - als Wade Shelton - 2 afl.
- 2012-2013 Californication – als Gabriel – 4 afl.
- 2009-2010 Southland – als detective Kenny – 8 afl.
- 2009 Lost – als Phil – 9 afl.
- 2008 Mad Men – als Jimmy Barrett – 4 afl.
- 2004-2007 Girlfriends – als Clark – 3 afl.
- 2007 Drive – als Brad – 2 afl.
- 2007 What About Brian – als Schmitty – 2 afl.
- 2005 CSI: Miami – als Vince Nolan – 2 afl.
- 1996-2001 Nash Bridges – als Pepe – 11 afl.

- Library of Congress Control Number: no2016122749
- Virtual International Authority File: 2056147665810760670003
- WorldCat: E39PBJfWYqMxXYybdvBkXTqWjC